# Чемпионат Европы по конькобежному спорту 1899
Чемпионат Европы по конькобежному спорту 1899 года — седьмой чемпионат Европы, который прошёл 16 — 17 января 1899 года в Давосе (Швейцария). Чемпионат проводился на четырёх дистанциях: 500 метров – 1500 метров – 5000 метров – 10000 метров. В соревнованиях принимали участие только мужчины — 6 конькобежцев из 5 стран. Абсолютным победителем чемпионата Европы стал Педер Эстлунд из Норвегии. Россию на чемпионате представляли финский конькобежец чемпион Европы-1898 Густаф Эстландер и Эдуард Фолленвейдер.

## Результаты чемпионата
| место | спортсмен           | страна                        | 500 м        | 1500 м     | 5000 м     | 10000 м     |
| ----- | ------------------- | ----------------------------- | ------------ | ---------- | ---------- | ----------- |
| 1     | Педер Эстлунд       | Норвегия                      | 47,4 (1)     | 2.27,8 (1) | 9.02,6 (1) | 18.38,2 (1) |
| (2)   | Густаф Эстландер    | Великое княжество Финляндское | 49,4 (3)     | 2.38,8 (2) | 9.26,8 (2) | 19.32,4 (3) |
| (3)   | Ян Греве            | Нидерланды                    | 52,4 (4)     | 2.41,4 (4) | 9.32,2 (3) | 19.27,8 (2) |
| (4)   | Чарльз Эдгингтон    | Великобритания                | 1.02,6 Ф (6) | 2.49,4 (5) | 9.52,6 (5) | 20.32,8 (4) |
| Б/М   | Эдуард Фолленвейдер | Россия                        | 52,8 Ф (5)   | 2.40,2 (3) | 9.51,4 (4) | –           |
| Б/М   | Юлиус Сейлер        | Германия                      | 48,6 (2)     | –          | Н/Ф        | –           |